# Любомирівська сільська рада (Згурівський район)
| Любомирівська сільська рада (до 2017 року — Правожовтневська) — орган місцевого самоврядування у Згурівському районі Київської області з адміністративним центром у с. Любомирівка. Історична дата утворення: в 1988 році. Водоймища на території, підпорядкованій даній раді: р. Оржиця. Сільській раді підпорядковані населені пункти: - с. Любомирівка - с. Горбачівка - с. Пайки |

## Склад ради
Рада складається з 14 депутатів та голови.

### Керівний склад ради
| ПІБ                       | Основні відомості                                                                         | Дата обрання | Дата звільнення |
| ------------------------- | ----------------------------------------------------------------------------------------- | ------------ | --------------- |
| Андрійченко Ніна Павлівна | Сільський голова, 1964 року народження, освіта, член Народно-демократичної партії України | 26.03.2006   | 31.10.2010      |
| Андрійченко Ніна Павлівна | Сільський голова, 1964 року народження, освіта середня спеціальна, позапартійна           | 31.10.2010   |                 |

Примітка: таблиця складена за даними джерела